# Молибдат магния
Молибдат магния — неорганическое соединение, соль металла магния и молибденовой кислоты с формулой MgMoO4, 
белые кристаллы, 
растворимые в воде,
образует кристаллогидраты.

## Получение
- Сплавление оксида молибдена(VI) с карбонатом магния:

{\displaystyle {\mathsf {MoO_{3}+MgCO_{3}\ {\xrightarrow {T}}\ MgMoO_{4}+CO_{2}}}}

## Физические свойства
Молибдат магния образует белые кристаллы 
моноклинной сингонии, 
пространственная группа C 2/m, 
параметры ячейки a = 1,0281 нм, b = 0,9291 нм, c = 0,7030 нм, β = 109,90°, Z = 8.
Образует кристаллогидраты состава MgMoO4•n H2O, где n = 2, 5 и 7.

## Применение
- Катализатор окисления олефинов.